# Nami Otake
Nami Otake (30 de julho de 1974) é uma ex-futebolista japonesa que atuava como meia.

## Carreira
Nami Otake representou a Seleção Japonesa de Futebol Feminino, nas Olimpíadas de 1996. 